# Cosmopoda
Cosmopoda là một chi bướm đêm thuộc phân họ Tortricinae của họ Tortricidae.

## Các loài
- Cosmopoda aenopus Diakonoff, 1981
- Cosmopoda molybdopa Diakonoff, 1981